# Арпаизе
Арпаизе (итал. Arpaise) је насеље у Италији у округу Беневенто, региону Кампанија.
Према процени из 2011. у насељу је живело 474 становника. Насеље се налази на надморској висини од 416 м.

## Становништво
Према резултатима пописа становништва 2011. у општини је живело 830 становника.
| 1931. | 1936. | 1951. | 1961. | 1971. | 1981. | 1991. | 2001. | 2011. |
| ----- | ----- | ----- | ----- | ----- | ----- | ----- | ----- | ----- |
| 1.799 | 1.826 | 1.537 | 1.110 | 980   | 840   | 885   | 863   | 830   |